# Juan Cueto Alas
Juan Cueto Alas (Oviedo, 1942 — Madrid, 14 de gener de 2019) fou un periodista i escriptor asturià, descendent de Leopoldo Alas Clarín. És llicenciat en Dret, Ciències Polítiques i Periodisme. Va ser un destacat columnista i crític de televisió d'El País. Va ser director de Canal+ i director de la divisió de Televisió i Cinema del Grup PRISA, que engloba la societat Sogecable. Va dirigir l'Enciclopèdia Temàtica d'Astúries. Des de 1997 fou assessor de programació de Telepiú, televisió de pagament italiana. Va rebre el Premi Antena d'Or de Televisió el 1986, el Premi de Periodisme Francisco Cerecedo el 1987 i el Premi Adeflor de Periodisme. També va signar el "Manifiesto contra la exposición Tintín i Hergé" (1984) i per extensió la línia clara. Juan Cueto és considerat l'inventor del terme "progre" per referir-se a l'esquerra sorgida de la burgesia. El 1982 va rebre el premi César González-Ruano per l'article Mondoñedo no existe, homenatge a l'escriptor gallec Álvaro Cunqueiro.

## Obres
- Guía secreta de Asturias (1974)
- La sociedad de consumo de masas (1983)
- Retrato de Camilo José Cela (1989) amb Alfonso Zamora Vicente
- Pasiones catódicas (1990)
- El siglo de la duda (1990)